# 연락 담당자

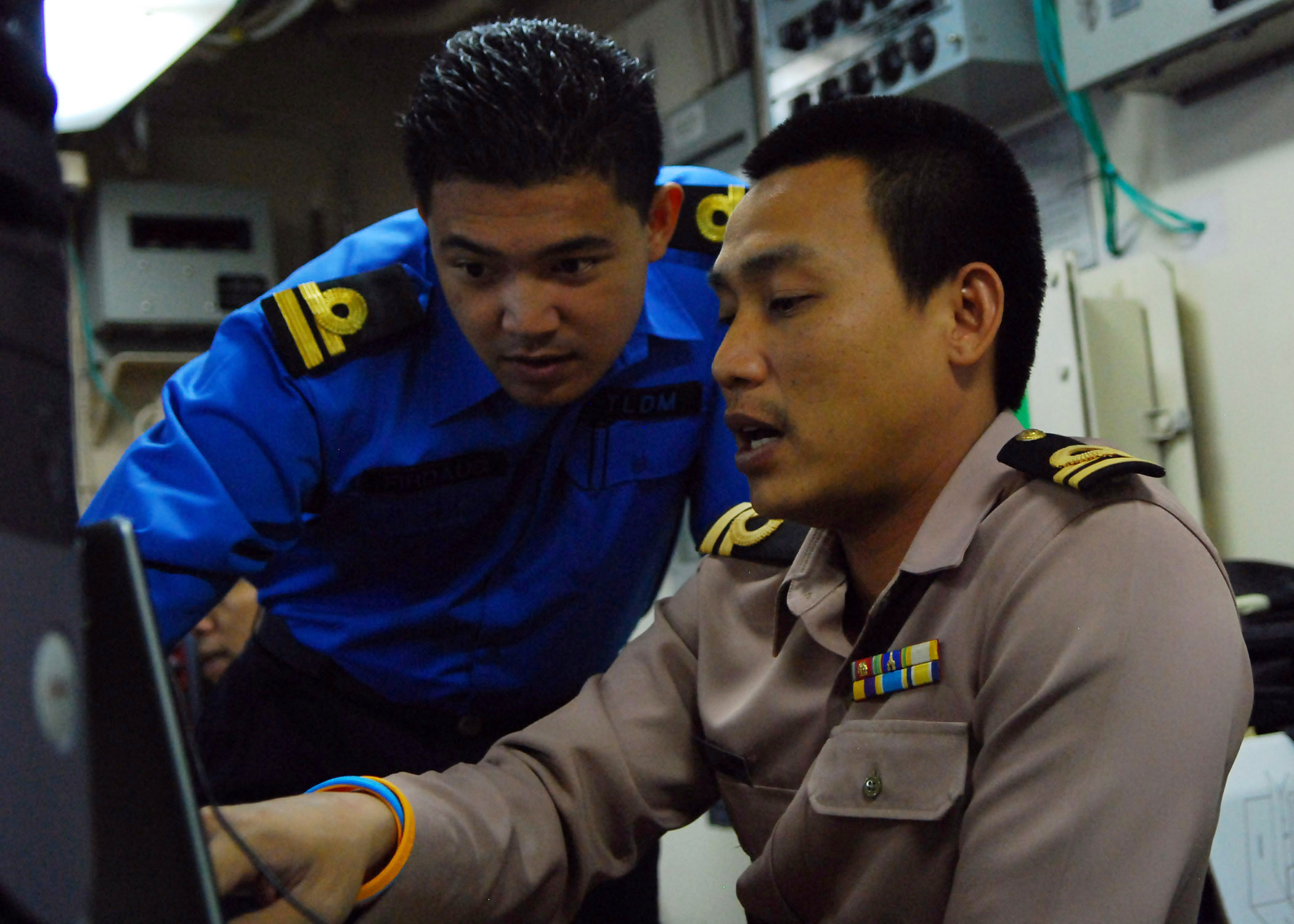
말레이시아와 태국 해군의 연락장교

연락 담당자, 연락관, 연락 사무관, 연락 장교는 둘 이상의 조직을 연결하여 상호 관심사에 관해 활동을 전달하고 조정하는 사람이다. 일반적으로 연락관은 자원을 최대한 활용하거나 한 조직의 서비스를 다른 조직에서 활용하는 데 사용된다. 연락 담당자는 종종 모회사의 기술 또는 주제 관련 전문 지식을 제공한다. 일반적으로 조직은 대면 조정을 제공하기 위해 연락 담당자를 다른 조직에 포함시키거나 연결한다.